# Чемпіонат світу з футболу 1958 (склади команд)
Нижче наведені склади команд для участі у фінальному турнірі чемпіонату світу з футболу 1958 у Швеції. 
Відразу п'ять збірних мали у складі гравців, які представляли іноземні клуби. Сумарна кількість таких гравців (45) стала на той час рекордною для світових першостей. До того ж уперше у фінальній частині чемпіонату світу взяли участь представники клубів з країн, чиї збірні до неї не пробилися (Іспанія та Італія).

## Група 1

### ФРН
Головний тренер: Зепп Гербергер
| №  | Поз. | Гравець               | Дата народження (вік)            | Матчів | Клуб                    |
| -- | ---- | --------------------- | -------------------------------- | ------ | ----------------------- |
| 1  | ВР   | Фріц Геркенрат        | 9 вересня 1928 (вік 29 років)    | 15     | «Рот-Вайс» (Ессен)      |
| 2  | ЗХ   | Герберт Ергардт       | 6 липня 1930 (вік 27 років)      | 17     | «Гройтер Фюрт»          |
| 3  | ЗХ   | Еріх Юсковяк          | 7 вересня 1926 (вік 31 рік)      | 20     | «Фортуна» (Дюссельдорф) |
| 4  | ПЗ   | Горст Еккель          | 8 лютого 1932 (вік 26 років)     | 27     | «Кайзерслаутерн»        |
| 5  | ЗХ   | Гайнц Веверс          | 27 липня 1927 (вік 30 років)     | 11     | «Рот-Вайс» (Ессен)      |
| 6  | ПЗ   | Горст Шиманяк         | 29 серпня 1934 (вік 23 роки)     | 9      | «Вупперталер»           |
| 7  | ЗХ   | Георг Штолленверк     | 19 грудня 1930 (вік 27 років)    | 8      | «Кельн»                 |
| 8  | НП   | Гельмут Ран           | 16 серпня 1929 (вік 28 років)    | 22     | «Рот-Вайс» (Ессен)      |
| 9  | ПЗ   | Фріц Вальтер          | 31 жовтня 1920 (вік 37 років)    | 56     | «Кайзерслаутерн»        |
| 10 | ПЗ   | Альфред Шмідт         | 5 вересня 1935 (вік 22 роки)     | 7      | «Боруссія» (Дортмунд)   |
| 11 | НП   | Ганс Шефер (капітан)  | 19 жовтня 1927 (вік 30 років)    | 27     | «Кельн»                 |
| 12 | НП   | Уве Зеелер            | 5 листопада 1936 (вік 21 рік)    | 4      | «Гамбург»               |
| 13 | НП   | Бернгард Клодт        | 26 жовтня 1926 (вік 31 рік)      | 16     | «Шальке 04»             |
| 14 | НП   | Ганс Цеслярчик        | 3 травня 1937 (вік 21 рік)       | 3      | «Зодінген»              |
| 15 | НП   | Альфред Кельбасса     | 21 квітня 1925 (вік 33 роки)     | 5      | «Боруссія» (Дортмунд)   |
| 16 | НП   | Ганс Штурм            | 3 вересня 1935 (вік 22 роки)     | 1      | «Кельн»                 |
| 17 | ЗХ   | Карл-Гайнц Шнеллінгер | 31 березня 1939 (вік 19 років)   | 1      | «Дюрен 99»              |
| 18 | ПЗ   | Руді Гоффманн*        | 11 лютого 1935 (вік 23 роки)     | 1      | «Штутгарт»              |
| 19 | ПЗ   | Вольфганг Петерс*     | 8 січня 1929 (вік 29 років)      | 1      | «Боруссія» (Дортмунд)   |
| 20 | ЗХ   | Германн Нубер*        | 10 жовтня 1935 (вік 22 роки)     | 0      | «Кікерс» (Оффенбах)     |
| 21 | ВР   | Гюнтер Савіцкі*       | 22 листопада 1932 (вік 25 років) | 4      | «Штутгарт»              |
| 22 | ВР   | Гайнц Квятковскі      | 16 липня 1926 (вік 31 рік)       | 3      | «Боруссія» (Дортмунд)   |

• Гравці з номерами від 18 до 21 до Швеції не поїхали.

### Північна Ірландія
Головний тренер: Пітер Догерті
| №  | Поз. | Гравець                     | Дата народження (вік)           | Матчів | Клуб                |
| -- | ---- | --------------------------- | ------------------------------- | ------ | ------------------- |
| 1  | ВР   | Гаррі Грегг                 | 27 жовтня 1932 (вік 25 років)   | 10     | «Манчестер Юнайтед» |
| 2  | ЗХ   | Віллі Каннінгем             | 20 лютого 1930 (вік 28 років)   | 16     | «Лестер Сіті»       |
| 3  | ЗХ   | Альф Макмайкл               | 1 жовтня 1927 (вік 30 років)    | 29     | «Ньюкасл Юнайтед»   |
| 4  | ПЗ   | Денні Бланчфлауер (капітан) | 10 лютого 1926 (вік 32 роки)    | 30     | «Тоттенгем Готспур» |
| 5  | ЗХ   | Дік Кейт                    | 15 травня 1933 (вік 25 років)   | 3      | «Ньюкасл Юнайтед»   |
| 6  | ПЗ   | Берті Пікок                 | 29 вересня 1928 (вік 29 років)  | 15     | «Селтік»            |
| 7  | НП   | Біллі Бінгем                | 5 серпня 1931 (вік 26 років)    | 28     | «Сандерленд»        |
| 8  | НП   | Вільбур Каш                 | 10 червня 1928 (вік 29 років)   | 11     | «Лідс Юнайтед»      |
| 9  | НП   | Біллі Сімпсон               | 12 грудня 1929 (вік 28 років)   | 11     | «Рейнджерс»         |
| 10 | НП   | Джиммі Макілрой             | 25 жовтня 1931 (вік 26 років)   | 26     | «Бернлі»            |
| 11 | НП   | Пітер Макпарланд            | 25 квітня 1934 (вік 24 роки)    | 14     | «Астон Вілла»       |
| 12 | ВР   | Норман Апрічард             | 20 квітня 1928 (вік 30 років)   | 15     | «Портсмут»          |
| 13 | НП   | Томмі Кейсі                 | 11 березня 1930 (вік 28 років)  | 8      | «Ньюкасл Юнайтед»   |
| 14 | НП   | Джекі Скотт                 | 22 грудня 1933 (вік 24 роки)    | 0      | «Грімсбі Таун»      |
| 15 | НП   | Семмі Маккрорі              | 11 жовтня 1924 (вік 33 роки)    | 1      | «Саутенд Юнайтед»   |
| 16 | НП   | Дерек Дуган                 | 20 січня 1938 (вік 20 років)    | 0      | «Портсмут»          |
| 17 | НП   | Фей Койл                    | 1 квітня 1933 (вік 25 років)    | 3      | «Ноттінгем Форест»  |
| 18 | ВР   | Рой Рі*                     | 28 листопада 1934 (вік 23 роки) | 0      | «Гленавон»          |
| 19 | ЗХ   | Лен Грем*                   | 17 жовтня 1925 (вік 32 роки)    | 13     | «Донкастер Роверз»  |
| 20 | ПЗ   | Семмі Чепмен*               | 16 лютого 1938 (вік 20 років)   | 0      | «Портсмут»          |
| 21 | ЗХ   | Томмі Гемілл*               | 10 липня 1933 (вік 24 роки)     | 0      | «Лінфілд»           |
| 22 | НП   | Боббі Трейнор*              | 25 квітня 1934 (вік 24 роки)    | 0      | «Колрейн»           |

• Гравці з номерами від 18 до 22 до Швеції не поїхали.

### Чехословаччина
Головний тренер: Карел Кольський
| №  | Поз. | Гравець                  | Дата народження (вік)            | Матчів | Клуб                     |
| -- | ---- | ------------------------ | -------------------------------- | ------ | ------------------------ |
| 1  | ВР   | Імріх Стахо              | 4 листопада 1931 (вік 26 років)  | 14     | «Спартак» (Трнава)       |
| 2  | ЗХ   | Густав Мраз              | 11 вересня 1934 (вік 23 роки)    | 2      | «Братислава»             |
| 3  | ПЗ   | Їржі Чадек               | 7 грудня 1935 (вік 22 роки)      | 2      | «Дукла» (Прага)          |
| 4  | ЗХ   | Ладислав Новак (капітан) | 5 грудня 1931 (вік 26 років)     | 33     | «Дукла» (Прага)          |
| 5  | ПЗ   | Йозеф Масопуст           | 9 лютого 1931 (вік 27 років)     | 18     | «Дукла» (Прага)          |
| 6  | ЗХ   | Сватоплук Плускал        | 28 жовтня 1930 (вік 27 років)    | 19     | «Дукла» (Прага)          |
| 7  | НП   | Казимир Гайдош           | 28 березня 1934 (вік 24 роки)    | 4      | «Братислава»             |
| 8  | НП   | Мілан Дворжак            | 19 листопада 1934 (вік 23 роки)  | 6      | «Дукла» (Прага)          |
| 9  | НП   | Павол Молнар             | 13 лютого 1936 (вік 22 роки)     | 7      | «Братислава»             |
| 10 | НП   | Ярослав Боровичка        | 26 січня 1931 (вік 27 років)     | 15     | «Дукла» (Прага)          |
| 11 | НП   | Тадеуш Краус             | 22 жовтня 1932 (вік 25 років)    | 21     | «Спартак Прага Соколово» |
| 12 | НП   | Зденек Зикан             | 10 листопада 1937 (вік 20 років) | 1      | «Дукла» (Пардубіце)      |
| 13 | НП   | Вацлав Говорка           | 19 вересня 1931 (вік 26 років)   | 1      | «Динамо» (Прага)         |
| 14 | НП   | Їржі Феурейсл            | 3 жовтня 1931 (вік 26 років)     | 8      | «Славія» (Карлові Вари)  |
| 15 | НП   | Ян Гертль                | 23 січня 1929 (вік 29 років)     | 22     | «Спартак Прага Соколово» |
| 16 | ЗХ   | Ян Поплугар              | 12 вересня 1935 (вік 22 роки)    | 0      | «Слован» (Братислава)    |
| 17 | ЗХ   | Тітус Буберник           | 12 жовтня 1933 (вік 24 роки)     | 0      | «Братислава»             |
| 18 | ПЗ   | Адольф Шерер             | 5 травня 1938 (вік 20 років)     | 0      | «Братислава»             |
| 19 | ВР   | Бржетислав Долейший      | 26 вересня 1928 (вік 29 років)   | 13     | «Динамо» (Прага)         |
| 20 | ПЗ   | Антон Моравчик           | 3 червня 1931 (вік 27 років)     | 19     | «Слован» (Братислава)    |
| 21 | ЗХ   | Франтішек Шафранек       | 2 січня 1931 (вік 27 років)      | 13     | «Дукла» (Прага)          |
| 22 | ВР   | Вільям Шройф             | 2 серпня 1931 (вік 26 років)     | 7      | «Слован» (Братислава)    |

### Аргентина
Головний тренер: Гільєрмо Стабіле
| №  | Поз. | Гравець                 | Дата народження (вік)          | Матчів | Клуб                     |
| -- | ---- | ----------------------- | ------------------------------ | ------ | ------------------------ |
| 1  | ВР   | Амадео Каррісо          | 12 червня 1926 (вік 31 рік)    |        | «Рівер Плейт»            |
| 2  | ЗХ   | Педро Дельяча (капітан) | 9 липня 1926 (вік 31 рік)      |        | «Расінг»                 |
| 3  | ЗХ   | Федеріко Вайро          | 27 січня 1930 (вік 28 років)   |        | «Рівер Плейт»            |
| 4  | ЗХ   | Хуан Ф. Ломбардо        | 11 червня 1925 (вік 32 роки)   |        | «Бока Хуніорс»           |
| 5  | ЗХ   | Нестор Россі            | 10 травня 1925 (вік 33 роки)   |        | «Рівер Плейт»            |
| 6  | ПЗ   | Хосе Варакка            | 27 травня 1932 (вік 26 років)  |        | «Індепендьєнте»          |
| 7  | НП   | Оресте Корбатта         | 11 березня 1936 (вік 22 роки)  |        | «Расінг»                 |
| 8  | НП   | Елісео Прадо            | 17 вересня 1929 (вік 28 років) |        | «Рівер Плейт»            |
| 9  | НП   | Норберто Менендес       | 14 грудня 1936 (вік 21 рік)    |        | «Рівер Плейт»            |
| 10 | НП   | Альфредо Рохас          | 20 лютого 1937 (вік 21 рік)    |        | «Ланус»                  |
| 11 | НП   | Анхель Амадео Лабруна   | 28 вересня 1918 (вік 39 років) | 35     | «Рівер Плейт»            |
| 12 | ВР   | Хуліо Мусімессі         | 9 липня 1924 (вік 33 роки)     | 16     | «Бока Хуніорс»           |
| 13 | ЗХ   | Альфредо Перес          | 10 квітня 1929 (вік 29 років)  |        | «Рівер Плейт»            |
| 14 | ЗХ   | Федеріко Едвардс        | 25 січня 1931 (вік 27 років)   | 0      | «Бока Хуніорс»           |
| 15 | ЗХ   | Давід Асеведо           | 20 лютого 1937 (вік 21 рік)    | 0      | «Індепендьєнте»          |
| 16 | ПЗ   | Елісео Моуріньйо        | 3 червня 1927 (вік 31 рік)     |        | «Бока Хуніорс»           |
| 17 | ЗХ   | Хосе Рамос Дельґадо     | 25 серпня 1935 (вік 22 роки)   |        | «Ланус»                  |
| 18 | НП   | Норберто Боджо          | 11 серпня 1931 (вік 26 років)  |        | «Сан-Лоренсо»            |
| 19 | НП   | Лудовіко Авіо           | 6 жовтня 1932 (вік 25 років)   | 0      | «Велес Сарсфілд»         |
| 20 | НП   | Рікардо Інфанте         | 21 червня 1924 (вік 33 роки)   |        | «Естудьянтес» (Ла-Плата) |
| 21 | НП   | Хосе Санфіліппо         | 4 травня 1935 (вік 23 роки)    | 9      | «Сан-Лоренсо»            |
| 22 | НП   | Освальдо Крус           | 29 травня 1931 (вік 27 років)  |        | «Індепендьєнте»          |

## Група 2

### Франція
Головний тренер: Альбер Батте
| №  | Поз. | Гравець             | Дата народження (вік)            | Матчів | Клуб                |
| -- | ---- | ------------------- | -------------------------------- | ------ | ------------------- |
| 1  | ВР   | Клод Абб            | 24 травня 1927 (вік 31 рік)      | 3      | «Сент-Етьєн»        |
| 2  | ВР   | Домінік Колонна     | 4 вересня 1928 (вік 29 років)    | 3      | «Реймс»             |
| 3  | ВР   | Франсуа Реметтер    | 8 серпня 1928 (вік 29 років)     | 23     | «Жиронден де Бордо» |
| 4  | ЗХ   | Раймон Каельбель    | 31 січня 1932 (вік 26 років)     | 17     | «Монако»            |
| 5  | ЗХ   | Андре Лерон         | 6 грудня 1930 (вік 27 років)     | 4      | «Олімпік» (Ліон)    |
| 6  | ЗХ   | Роже Марш (капітан) | 5 березня 1924 (вік 34 роки)     | 55     | «Расінг» (Париж)    |
| 7  | ЗХ   | Робер Муйне         | 25 березня 1930 (вік 28 років)   | 0      | «Олімпік» (Ліон)    |
| 8  | ПЗ   | Бернар К'яреллі     | 24 лютого 1934 (вік 24 роки)     | 1      | «Валансьєн»         |
| 9  | ПЗ   | Казимир Гнатов      | 9 січня 1929 (вік 29 років)      | 0      | «Анже»              |
| 10 | ПЗ   | Робер Жонке         | 3 травня 1925 (вік 33 роки)      | 46     | «Реймс»             |
| 11 | ПЗ   | Моріс Лафон         | 13 вересня 1927 (вік 30 років)   | 0      | «Нім»               |
| 12 | ПЗ   | Жан-Жак Марсель     | 13 червня 1931 (вік 26 років)    | 25     | «Марсель»           |
| 13 | ЗХ   | Арман Пенверн       | 26 листопада 1926 (вік 31 рік)   | 26     | «Реймс»             |
| 14 | ПЗ   | Раймон Белло        | 9 червня 1929 (вік 28 років)     | 0      | «Монако»            |
| 15 | НП   | Стефан Брюей        | 11 грудня 1932 (вік 25 років)    | 2      | «Анже»              |
| 16 | НП   | Івон Дуї            | 16 травня 1935 (вік 23 роки)     | 3      | «Лілль»             |
| 17 | НП   | Жуст Фонтен         | 18 серпня 1933 (вік 24 роки)     | 5      | «Реймс»             |
| 18 | ПЗ   | Раймон Копа         | 13 жовтня 1931 (вік 26 років)    | 24     | «Реал Мадрид»       |
| 19 | ПЗ   | Селестен Олівер     | 12 липня 1930 (вік 27 років)     | 5      | «Седан-Торсі»       |
| 20 | НП   | Роже П'янтоні       | 26 грудня 1931 (вік 26 років)    | 25     | «Реймс»             |
| 21 | НП   | Жан Венсан          | 29 листопада 1930 (вік 27 років) | 22     | «Реймс»             |
| 22 | НП   | Мар'ян Виснєський   | 1 лютого 1937 (вік 21 рік)       | 9      | «Ланс»              |

### Югославія
Головний тренер: Александар Тирнанич
| №  | Поз. | Гравець                 | Дата народження (вік)           | Матчів | Клуб                   |
| -- | ---- | ----------------------- | ------------------------------- | ------ | ---------------------- |
| 1  | ВР   | Владимир Беара          | 2 листопада 1928 (вік 29 років) | 53     | «Црвена Звезда»        |
| 2  | ВР   | Срболюб Кривокуча       | 14 березня 1928 (вік 30 років)  | 4      | «Воєводина»            |
| 3  | ЗХ   | Василиє Шиякович        | 31 липня 1929 (вік 28 років)    | 3      | ОФК (Белград)          |
| 4  | ЗХ   | Томислав Црнкович       | 17 червня 1929 (вік 28 років)   | 38     | «Динамо» (Загреб)      |
| 5  | ЗХ   | Новак Томич             | 7 січня 1936 (вік 22 роки)      | 0      | «Црвена Звезда»        |
| 6  | ЗХ   | Бранко Зебець (капітан) | 17 травня 1929 (вік 29 років)   | 48     | «Партизан»             |
| 7  | НП   | Милош Милутинович       | 5 лютого 1933 (вік 25 років)    | 30     | «Партизан»             |
| 8  | ПЗ   | Добросав Крстич         | 5 лютого 1932 (вік 26 років)    | 22     | «Воєводина»            |
| 9  | ПЗ   | Вуядин Бошков           | 16 травня 1931 (вік 27 років)   | 53     | «Воєводина»            |
| 10 | ПЗ   | Іван Шантек             | 23 квітня 1932 (вік 26 років)   | 5      | «Динамо» (Загреб)      |
| 11 | ЗХ   | Vladimir Popović        | 17 березня 1935 (вік 23 роки)   | 1      | «Црвена Звезда»        |
| 12 | НП   | Александар Петакович    | 6 лютого 1930 (вік 28 років)    | 11     | «Раднички» (Белград)   |
| 13 | НП   | Тодор Веселинович       | 22 жовтня 1930 (вік 27 років)   | 26     | «Воєводина»            |
| 14 | ЗХ   | Милорад Милутинович     | 10 березня 1935 (вік 23 роки)   | 0      | «Партизан»             |
| 15 | ПЗ   | Драгослав Шекуларац     | 8 листопада 1937 (вік 20 років) | 5      | «Црвена Звезда»        |
| 16 | НП   | Іл'яс Пашич             | 10 травня 1934 (вік 24 роки)    | 7      | «Желєзнічар» (Сараєво) |
| 17 | ПЗ   | Здравко Райков          | 5 грудня 1927 (вік 30 років)    | 24     | «Воєводина»            |
| 18 | НП   | Лука Липошинович        | 12 травня 1933 (вік 25 років)   | 6      | «Динамо» (Загреб)      |
| 19 | НП   | Радивоє Огнянович       | 1 липня 1933 (вік 24 роки)      | 1      | «Раднички» (Белград)   |
| 20 | ВР   | Гордан Ірович           | 2 липня 1934 (вік 23 роки)      | 0      | «Динамо» (Загреб)      |
| 21 | ЗХ   | Никола Радович          | 10 березня 1933 (вік 25 років)  | 3      | «Црвена Звезда»        |
| 22 | НП   | Дражан Єркович          | 6 серпня 1936 (вік 21 рік)      | 1      | «Динамо» (Загреб)      |

Гравці з номерами від 20 до 22 до Швеції не поїхали.

### Парагвай
Головний тренер: Ауреліо Гонсалес
| №  | Поз. | Гравець                        | Дата народження (вік)          | Матчів | Клуб                  |
| -- | ---- | ------------------------------ | ------------------------------ | ------ | --------------------- |
| 1  | ВР   | Рамон Маєреггер                | 5 березня 1936 (вік 22 роки)   |        | «Насьйональ»          |
| 2  | ЗХ   | Едельміро Аревало              | 7 січня 1929 (вік 29 років)    |        | «Олімпія» (Асунсьйон) |
| 3  | ПЗ   | Хуан Вісенте Лескано           | 5 квітня 1937 (вік 21 рік)     |        | «Олімпія» (Асунсьйон) |
| 4  | ЗХ   | Іньясіо Ачукарро               | 31 липня 1936 (вік 21 рік)     |        | «Олімпія» (Асунсьйон) |
| 5  | ПЗ   | Сальвадор Вільяльба            | 29 серпня 1924 (вік 33 роки)   |        | «Лібертад»            |
| 6  | ЗХ   | Еліхіо Ечагуе                  | 31 грудня 1938 (вік 19 років)  |        | «Олімпія» (Асунсьйон) |
| 7  | НП   | Хуан Баутіста Агуеро (капітан) | 24 червня 1935 (вік 22 роки)   |        | «Олімпія» (Асунсьйон) |
| 8  | НП   | Хосе Пароді                    | 30 серпня 1932 (вік 25 років)  |        | «Олімпія» (Асунсьйон) |
| 9  | НП   | Хорхе Ліно Ромеро              | 23 вересня 1937 (вік 20 років) |        | «Соль де Америка»     |
| 10 | НП   | Оскар Агілера                  | 11 березня 1935 (вік 23 роки)  |        | «Олімпія» (Асунсьйон) |
| 11 | НП   | Флоренсіо Амарілья             | 3 січня 1935 (вік 23 роки)     |        | «Насьйональ»          |
| 12 | ВР   | Самуель Агілар                 | 16 березня 1933 (вік 25 років) |        | «Лібертад»            |
| 13 | ЗХ   | Луїс Хіні                      | 31 жовтня 1935 (вік 22 роки)   |        | «Соль де Америка»     |
| 14 | ЗХ   | Даріо Сеговія                  | 18 березня 1932 (вік 26 років) |        | «Соль де Америка»     |
| 15 | ПЗ   | Луїс Сантос Сільва             |                                |        | «Серро Портеньйо»     |
| 16 | НП   | Клаудіо Лескано                |                                |        | «Олімпія» (Асунсьйон) |
| 17 | ЗХ   | Агустін Міранда                | 1 січня 1930 (вік 28 років)    |        | «Серро Портеньйо»     |
| 18 | НП   | Хільберто Пенайо               | 3 квітня 1933 (вік 25 років)   |        | «Соль де Америка»     |
| 19 | НП   | Елісео Інсфран                 | 27 жовтня 1935 (вік 22 роки)   |        | «Гуарані»             |
| 20 | НП   | Хосе Авейро                    | 18 липня 1936 (вік 21 рік)     |        | «Спортіво Лукеньйо»   |
| 21 | НП   | Каєтано Ре                     | 7 лютого 1938 (вік 20 років)   |        | «Серро Портеньйо»     |
| 22 | НП   | Еліхіо Інсфран                 | 27 жовтня 1935 (вік 22 роки)   |        | «Гуарані»             |

### Шотландія
Головний тренер: Доусон Вокер (офіційно вважається виконувачем обов'язків головного тренера замість Метта Басбі, який зазнав важких травм у Мюнхенській авіакатастрофі і не зміг відновитися до початку турніру)
| №  | Поз. | Гравець               | Дата народження (вік)            | Матчів | Клуб                |
| -- | ---- | --------------------- | -------------------------------- | ------ | ------------------- |
| 1  | ВР   | Томмі Янгер (капітан) | 10 квітня 1930 (вік 28 років)    | 22     | «Ліверпуль»         |
| 2  | ВР   | Білл Браун            | 8 жовтня 1931 (вік 26 років)     | 0      | «Данді»             |
| 3  | ЗХ   | Алекс Паркер          | 2 серпня 1935 (вік 22 роки)      | 14     | «Евертон»           |
| 4  | ЗХ   | Ерік Колдоу           | 14 травня 1934 (вік 24 роки)     | 10     | «Рейнджерс»         |
| 5  | ЗХ   | Джон Г'юї             | 13 грудня 1927 (вік 30 років)    | 12     | «Чарльтон Атлетік»  |
| 6  | ЗХ   | Гаррі Геддок          | 26 липня 1925 (вік 32 роки)      | 6      | «Клайд»             |
| 7  | ЗХ   | Іан Макколл           | 7 червня 1927 (вік 31 рік)       | 14     | «Рейнджерс»         |
| 8  | ПЗ   | Едді Тернбулл         | 12 квітня 1923 (вік 35 років)    | 6      | «Гіберніан»         |
| 9  | ЗХ   | Боббі Еванс           | 16 липня 1927 (вік 30 років)     | 34     | «Селтік»            |
| 10 | ПЗ   | Томмі Дохерті         | 24 квітня 1928 (вік 30 років)    | 22     | «Престон Норт-Енд»  |
| 11 | ПЗ   | Дейв Макай            | 14 листопада 1934 (вік 23 роки)  | 1      | «Гарт оф Мідлотіан» |
| 12 | ПЗ   | Даг Коуї              | 1 травня 1926 (вік 32 роки)      | 18     | «Данді»             |
| 13 | НП   | Семмі Бейрд           | 13 травня 1930 (вік 28 років)    | 6      | «Рейнджерс»         |
| 14 | НП   | Грем Леггат           | 20 червня 1934 (вік 23 роки)     | 5      | «Абердин»           |
| 15 | НП   | Алекс Скотт           | 22 листопада 1936 (вік 21 рік)   | 5      | «Рейнджерс»         |
| 16 | НП   | Джиммі Мюррей         | 4 лютого 1933 (вік 25 років)     | 3      | «Гарт оф Мідлотіан» |
| 17 | НП   | Джекі М'юді           | 10 квітня 1930 (вік 28 років)    | 14     | «Блекпул»           |
| 18 | НП   | Джон Койл             | 28 вересня 1932 (вік 25 років)   | 0      | «Клайд»             |
| 19 | НП   | Боббі Коллінз         | 16 лютого 1931 (вік 27 років)    | 19     | «Селтік»            |
| 20 | НП   | Арчі Робертсон        | 15 вересня 1929 (вік 28 років)   | 4      | «Клайд»             |
| 21 | НП   | Стюарт Імлах          | 6 січня 1932 (вік 26 років)      | 2      | «Ноттінгем Форест»  |
| 22 | НП   | Віллі Ферні           | 22 листопада 1928 (вік 29 років) | 11     | «Селтік»            |

## Група 3

### Швеція
Головний тренер:  Джордж Рейнор
| №  | Поз. | Гравець                  | Дата народження (вік)            | Матчів | Клуб             |
| -- | ---- | ------------------------ | -------------------------------- | ------ | ---------------- |
| 1  | ВР   | Каллє Свенссон           | 11 листопада 1925 (вік 32 роки)  | 67     | «Гельсінгборг»   |
| 2  | ЗХ   | Урвар Бергмарк           | 16 листопада 1930 (вік 27 років) | 37     | «Еребру»         |
| 3  | ЗХ   | Свен Аксбом              | 15 жовтня 1926 (вік 31 рік)      | 16     | «Норрчепінг»     |
| 4  | ПЗ   | Нільс Лідгольм (капітан) | 8 жовтня 1922 (вік 35 років)     | 18     | «Мілан»          |
| 5  | ЗХ   | Оке Юганссон             | 19 березня 1928 (вік 30 років)   | 16     | «Норрчепінг»     |
| 6  | ПЗ   | Сігге Парлінг            | 26 березня 1930 (вік 28 років)   | 20     | «Юргорден»       |
| 7  | ПЗ   | Курт Хамрін              | 19 листопада 1934 (вік 23 роки)  | 20     | «Падова»         |
| 8  | НП   | Гуннар Грен              | 31 жовтня 1920 (вік 37 років)    | 49     | «Ергрюте»        |
| 9  | НП   | Агне Сімонссон           | 19 жовтня 1935 (вік 22 роки)     | 3      | «Ергрюте»        |
| 10 | НП   | Арне Сельмоссон          | 29 березня 1931 (вік 27 років)   | 3      | «Лаціо»          |
| 11 | ПЗ   | Леннарт Скоглунд         | 24 грудня 1929 (вік 28 років)    | 4      | «Інтернаціонале» |
| 12 | ВР   | Туре Свенссон            | 6 грудня 1927 (вік 30 років)     | 0      | «Мальме»         |
| 13 | ЗХ   | Правіц Еберг             | 16 листопада 1930 (вік 27 років) | 3      | «Мальме»         |
| 14 | ЗХ   | Бенгт Густавссон         | 15 січня 1928 (вік 30 років)     | 42     | «Аталанта»       |
| 15 | ПЗ   | Рейно Бер'єссон          | 4 лютого 1929 (вік 29 років)     | 3      | «Норрбю»         |
| 16 | ВР   | Інгемар Гаральдссон      | 3 лютого 1928 (вік 30 років)     | 0      | «Ельфсборг»      |
| 17 | ПЗ   | Уллє Гоканссон           | 22 лютого 1927 (вік 31 рік)      | 7      | «Норрчепінг»     |
| 18 | НП   | Йоста Лефгрен            | 29 серпня 1923 (вік 34 роки)     | 38     | «Мутала»         |
| 19 | НП   | Генрі Чельгрен           | 13 березня 1931 (вік 27 років)   | 6      | «Норрчепінг»     |
| 20 | НП   | Брор Мельберг            | 9 грудня 1923 (вік 34 роки)      | 3      | АІК              |
| 21 | ПЗ   | Бенгт Берндтссон         | 26 січня 1933 (вік 25 років)     | 4      | «Гетеборг»       |
| 22 | НП   | Уве Ульссон              | 19 серпня 1938 (вік 19 років)    | 1      | «Гетеборг»       |

### Уельс
Головний тренер: Джиммі Мерфі

Примітка: «Свонсі Таун» і «Кардіфф Сіті» — валлійські команди, що змагалися у системі футбольних ліг Англії.
| №  | Поз. | Гравець              | Дата народження (вік)            | Матчів | Клуб                   |
| -- | ---- | -------------------- | -------------------------------- | ------ | ---------------------- |
| 1  | ВР   | Джек Келсі           | 19 листопада 1929 (вік 28 років) | 20     | «Арсенал»              |
| 2  | ЗХ   | Стюарт Вільямс       | 9 липня 1930 (вік 27 років)      | 11     | «Вест-Бромвіч Альбіон» |
| 3  | ЗХ   | Мел Гопкінс          | 7 листопада 1934 (вік 23 роки)   | 13     | «Тоттенгем Готспур»    |
| 4  | ЗХ   | Дерек Салліван       | 10 серпня 1930 (вік 27 років)    | 9      | «Кардіфф Сіті»         |
| 5  | ПЗ   | Мел Чарлз            | 14 травня 1935 (вік 23 роки)     | 14     | «Свонсі Таун»          |
| 6  | ПЗ   | Дейв Боуен (капітан) | 7 червня 1928 (вік 30 років)     | 11     | «Арсенал»              |
| 7  | НП   | Террі Медвін         | 25 вересня 1932 (вік 25 років)   | 14     | «Тоттенгем Готспур»    |
| 8  | НП   | Рон Г'юїтт           | 21 червня 1928 (вік 29 років)    | 2      | «Кардіфф Сіті»         |
| 9  | НП   | Джон Чарлз           | 27 грудня 1931 (вік 26 років)    | 25     | «Ювентус»              |
| 10 | НП   | Айвор Оллчерч        | 16 жовтня 1929 (вік 28 років)    | 30     | «Свонсі Таун»          |
| 11 | НП   | Кліфф Джонс          | 7 лютого 1935 (вік 23 роки)      | 17     | «Тоттенгем Готспур»    |
| 12 | ВР   | Кен Джонс            | 2 січня 1936 (вік 22 роки)       | 0      | «Кардіфф Сіті»         |
| 13 | ВР   | Грем Вірнкомб        | 28 березня 1934 (вік 24 роки)    | 1      | «Кардіфф Сіті»         |
| 14 | ЗХ   | Тревор Едвардс       | 24 січня 1937 (вік 21 рік)       | 2      | «Чарльтон Атлетік»     |
| 15 | ЗХ   | Колін Бейкер         | 18 грудня 1934 (вік 23 роки)     | 0      | «Кардіфф Сіті»         |
| 16 | ПЗ   | Вік Кроу             | 31 січня 1932 (вік 26 років)     | 0      | «Астон Вілла»          |
| 17 | НП   | Кен Лік              | 26 липня 1935 (вік 22 роки)      | 0      | «Лестер Сіті»          |
| 18 | НП   | Рой Вернон           | 14 квітня 1937 (вік 21 рік)      | 7      | «Блекберн Роверз»      |
| 19 | НП   | Колін Вебстер        | 17 липня 1932 (вік 25 років)     | 1      | «Манчестер Юнайтед»    |
| 20 | ПЗ   | Джон Елсворсі        | 26 липня 1931 (вік 26 років)     | 0      | «Іпсвіч Таун»          |
| 21 | ПЗ   | Лен Оллчерч          | 12 вересня 1933 (вік 24 роки)    | 6      | «Свонсі Таун»          |
| 22 | ПЗ   | Джордж Бейкер        | 6 квітня 1936 (вік 22 роки)      | 0      | «Плімут Аргайл»        |

### Угорщина
Головний тренер: Лайош Бароті
| №  | Поз. | Гравець                    | Дата народження (вік)            | Матчів | Клуб              |
| -- | ---- | -------------------------- | -------------------------------- | ------ | ----------------- |
| 1  | ВР   | Дьюла Грошич               | 4 лютого 1926 (вік 32 роки)      | 52     | «Татабанья»       |
| 2  | ЗХ   | Шандор Матраї              | 20 листопада 1932 (вік 25 років) | 10     | «Ференцварош»     |
| 3  | ЗХ   | Ференц Шипош               | 13 грудня 1932 (вік 25 років)    | 7      | МТК (Будапешт)    |
| 4  | ЗХ   | László Sárosi              | 27 лютого 1932 (вік 26 років)    | 5      | «Вашаш»           |
| 5  | ЗХ   | Йожеф Божик                | 28 листопада 1925 (вік 32 роки)  | 88     | «Будапешт Гонвед» |
| 6  | ПЗ   | Паль Беренді               | 30 листопада 1932 (вік 25 років) | 15     | «Вашаш»           |
| 7  | ПЗ   | Ласло Будаї                | 19 липня 1928 (вік 29 років)     | 31     | «Будапешт Гонвед» |
| 8  | НП   | Лайош Тіхі                 | 21 березня 1935 (вік 23 роки)    | 19     | «Будапешт Гонвед» |
| 9  | НП   | Нандор Хідегкуті (капітан) | 3 березня 1922 (вік 36 років)    | 67     | МТК (Будапешт)    |
| 10 | НП   | Деже Бунджак               | 3 травня 1928 (вік 30 років)     | 6      | «Вашаш»           |
| 11 | НП   | Карой Шандор               | 29 листопада 1928 (вік 29 років) | 29     | МТК (Будапешт)    |
| 12 | ЗХ   | Бела Карпаті               | 30 вересня 1929 (вік 28 років)   | 17     | «Вашаш»           |
| 13 | ЗХ   | Оскар Сігеті               | 10 вересня 1933 (вік 24 роки)    | 1      | «Діошдьйор»       |
| 14 | НП   | Ференц Сойка               | 7 квітня 1931 (вік 27 років)     | 23     | «Шалготар'ян»     |
| 15 | ПЗ   | Анталь Коташ               | 1 вересня 1929 (вік 28 років)    | 15     | «Будапешт Гонвед» |
| 16 | НП   | Ласло Лагош                | 17 січня 1933 (вік 25 років)     | 0      | «Татабанья»       |
| 17 | НП   | Міхай Вашаш                | 14 вересня 1933 (вік 24 роки)    | 1      | «Шалготар'ян»     |
| 18 | НП   | Тівадар Моносторі          | 24 серпня 1936 (вік 21 рік)      | 1      | «Дорог»           |
| 19 | НП   | Золтан Фрідманскі          | 22 жовтня 1934 (вік 23 роки)     | 0      | «Ференцварош»     |
| 20 | НП   | Йожеф Бенчич               | 6 серпня 1933 (вік 24 роки)      | 1      | «Уйпешт»          |
| 21 | НП   | Мате Феньвеші              | 20 вересня 1933 (вік 24 роки)    | 18     | «Ференцварош»     |
| 22 | ВР   | Іштван Ільку               | 6 березня 1933 (вік 25 років)    | 4      | «Дорог»           |

### Мексика
Головний тренер:  Антоніо Лопес Ерранс
| №  | Поз. | Гравець                     | Дата народження (вік)            | Матчів | Клуб                  |
| -- | ---- | --------------------------- | -------------------------------- | ------ | --------------------- |
| 1  | ВР   | Антоніо Карбахаль (капітан) | 7 червня 1929 (вік 29 років)     |        | «Леон»                |
| 2  | ЗХ   | Хесус дель Муро             | 30 листопада 1937 (вік 20 років) |        | «Атлас» (Гвадалахара) |
| 3  | ПЗ   | Хорхе Ромо                  | 20 квітня 1923 (вік 35 років)    |        | «Толука»              |
| 4  | ЗХ   | Хосе Вільєгас               | 20 червня 1934 (вік 23 роки)     |        | «Гвадалахара»         |
| 5  | ЗХ   | Альфонсо Португал           | 21 січня 1934 (вік 24 роки)      |        | «Некакса»             |
| 6  | ПЗ   | Франсіско Флорес            | 12 лютого 1926 (вік 32 роки)     |        | «Гвадалахара»         |
| 7  | ПЗ   | Альфредо Ернандес           | 18 червня 1935 (вік 22 роки)     |        | «Леон»                |
| 8  | НП   | Сальвадор Реєс              | 20 вересня 1936 (вік 21 рік)     |        | «Гвадалахара»         |
| 9  | НП   | Карлос Кальдерон            | 2 жовтня 1934 (вік 23 роки)      |        | «Атланте» (Канкун)    |
| 10 | НП   | Кресенсіо Гутьєррес         | 26 жовтня 1933 (вік 24 роки)     |        | «Гвадалахара»         |
| 11 | НП   | Енріке Сесма                | 22 квітня 1927 (вік 31 рік)      |        | «Толука»              |
| 12 | ВР   | Мануель Камачо              | 29 квітня 1929 (вік 29 років)    |        | «Толука»              |
| 13 | ВР   | Хайме Гомес                 | 29 грудня 1929 (вік 28 років)    |        | «Гвадалахара»         |
| 14 | НП   | Мігель Гутьєррес            | 7 травня 1931 (вік 27 років)     |        | «Атлас» (Гвадалахара) |
| 15 | ПЗ   | Гільєрмо Сепульведа         | 28 лютого 1934 (вік 24 роки)     |        | «Гвадалахара»         |
| 16 | ЗХ   | Хосе Антоніо Рока           | 24 травня 1928 (вік 30 років)    |        | «Сакатепек»           |
| 17 | ЗХ   | Рауль Карденас              | 30 жовтня 1928 (вік 29 років)    |        | «Сакатепек»           |
| 18 | ПЗ   | Хайме Салазар               | 6 лютого 1931 (вік 27 років)     |        | «Некакса»             |
| 19 | ЗХ   | Хайме Бельмонте             | 8 жовтня 1934 (вік 23 роки)      |        | «Куаутла»             |
| 20 | НП   | Карлос Бланко               | 5 березня 1927 (вік 31 рік)      |        | «Толука»              |
| 21 | НП   | Лігоріо Лопес               | 3 липня 1933 (вік 24 роки)       |        | «Ірапуато»            |
| 22 | НП   | Карлос Гонсалес             | 12 квітня 1935 (вік 23 роки)     |        | «Атлас» (Гвадалахара) |

## Група 4

### Бразилія
Головний тренер: Вісенте Феола
| №  | Поз. | Гравець                     | Дата народження (вік)            | Матчів | Клуб            |
| -- | ---- | --------------------------- | -------------------------------- | ------ | --------------- |
| 1  | ВР   | Карлос Жозе Кастільйо       | 27 листопада 1927 (вік 30 років) | 20     | «Флуміненсе»    |
| 2  | ЗХ   | Ілдералду Белліні (капітан) | 7 червня 1930 (вік 28 років)     | 8      | «Васко да Гама» |
| 3  | ВР   | Жилмар                      | 22 серпня 1930 (вік 27 років)    | 31     | «Корінтіанс»    |
| 4  | ЗХ   | Джалма Сантус               | 27 лютого 1929 (вік 29 років)    | 47     | «Португеза»     |
| 5  | ПЗ   | Діно Сані                   | 23 травня 1932 (вік 26 років)    | 5      | «Сан-Паулу»     |
| 6  | ПЗ   | Діді                        | 8 жовтня 1928 (вік 29 років)     | 41     | «Ботафого»      |
| 7  | НП   | Маріо Загалло               | 9 серпня 1931 (вік 26 років)     | 3      | «Фламенгу»      |
| 8  | ПЗ   | Ореко                       | 13 червня 1932 (вік 25 років)    | 9      | «Корінтіанс»    |
| 9  | ПЗ   | Зозімо                      | 19 червня 1932 (вік 25 років)    | 26     | «Бангу»         |
| 10 | НП   | Пеле                        | 23 жовтня 1940 (вік 17 років)    | 5      | «Сантус»        |
| 11 | НП   | Гаррінча                    | 28 жовтня 1933 (вік 24 роки)     | 8      | «Ботафого»      |
| 12 | ЗХ   | Нілтон Сантус               | 16 травня 1925 (вік 33 роки)     | 46     | «Ботафого»      |
| 13 | ПЗ   | Муасір                      | 18 травня 1936 (вік 22 роки)     | 5      | «Фламенгу»      |
| 14 | ЗХ   | Де Сорді                    | 14 лютого 1931 (вік 27 років)    | 14     | «Сан-Паулу»     |
| 15 | ЗХ   | Орландо                     | 20 вересня 1935 (вік 22 роки)    | 1      | «Васко да Гама» |
| 16 | ЗХ   | Мауро Рамос                 | 30 серпня 1930 (вік 27 років)    | 10     | «Сан-Паулу»     |
| 17 | НП   | Жоел Антоніо Мартінс        | 11 листопада 1931 (вік 26 років) | 11     | «Фламенгу»      |
| 18 | НП   | Маццола                     | 24 липня 1938 (вік 19 років)     | 5      | «Палмейрас»     |
| 19 | ПЗ   | Зіто                        | 18 серпня 1932 (вік 25 років)    | 8      | «Сантус»        |
| 20 | НП   | Вава                        | 12 листопада 1934 (вік 23 роки)  | 4      | «Васко да Гама» |
| 21 | НП   | Діда                        | 26 березня 1934 (вік 24 роки)    | 3      | «Фламенгу»      |
| 22 | НП   | Пепе                        | 25 лютого 1935 (вік 23 роки)     | 11     | «Сантус»        |

### СРСР
Головний тренер: Гаврило Качалін
| №  | Поз. | Гравець               | Дата народження (вік)            | Матчів | Клуб                 |
| -- | ---- | --------------------- | -------------------------------- | ------ | -------------------- |
| 1  | ВР   | Лев Яшин              | 22 жовтня 1929 (вік 28 років)    | 22     | «Динамо» (Москва)    |
| 2  | ЗХ   | Володимир Кесарєв     | 26 лютого 1930 (вік 28 років)    | 2      | «Динамо» (Москва)    |
| 3  | ПЗ   | Костянтин Крижевський | 20 лютого 1926 (вік 32 роки)     | 9      | «Динамо» (Москва)    |
| 4  | ЗХ   | Борис Кузнецов        | 14 липня 1928 (вік 29 років)     | 15     | «Динамо» (Москва)    |
| 5  | ЗХ   | Юрій Войнов           | 29 листопада 1931 (вік 26 років) | 9      | «Динамо» (Київ)      |
| 6  | НП   | Ігор Нетто (капітан)  | 9 січня 1930 (вік 28 років)      | 30     | «Спартак» (Москва)   |
| 7  | НП   | Герман Апухтін        | 12 червня 1936 (вік 21 рік)      | 2      | ЦСКА (Москва)        |
| 8  | НП   | Валентин Іванов       | 19 листопада 1934 (вік 23 роки)  | 15     | «Торпедо» (Москва)   |
| 9  | НП   | Микита Симонян        | 12 жовтня 1926 (вік 31 рік)      | 13     | «Спартак» (Москва)   |
| 10 | НП   | Сергій Сальников      | 13 вересня 1925 (вік 32 роки)    | 17     | «Спартак» (Москва)   |
| 11 | НП   | Анатолій Ільїн        | 27 червня 1931 (вік 26 років)    | 22     | «Спартак» (Москва)   |
| 12 | ВР   | Володимир Маслаченко  | 5 березня 1936 (вік 22 роки)     | 0      | «Локомотив» (Москва) |
| 13 | ВР   | Володимир Беляєв      | 15 вересня 1933 (вік 24 роки)    | 2      | «Динамо» (Москва)    |
| 14 | ЗХ   | Леонід Островський    | 17 січня 1936 (вік 22 роки)      | 0      | «Торпедо» (Москва)   |
| 15 | ЗХ   | Анатолій Масльонкін   | 26 червня 1930 (вік 27 років)    | 8      | «Спартак» (Москва)   |
| 16 | ПЗ   | Віктор Царьов         | 2 червня 1931 (вік 27 років)     | 1      | «Динамо» (Москва)    |
| 17 | НП   | Олександр Іванов      | 14 квітня 1928 (вік 30 років)    | 0      | «Зеніт»              |
| 18 | НП   | Валентин Бубукін      | 23 квітня 1933 (вік 25 років)    | 0      | «Локомотив» (Москва) |
| 19 | НП   | Геннадій Гусаров      | 11 березня 1937 (вік 21 рік)     | 0      | «Торпедо» (Москва)   |
| 20 | НП   | Юрій Фалін            | 2 квітня 1937 (вік 21 рік)       | 1      | «Торпедо» (Москва)   |
| 21 | НП   | Генріх Федосов        | 6 грудня 1932 (вік 25 років)     | 1      | «Динамо» (Москва)    |
| 22 | ЗХ   | Володимир Єрохін      | 10 квітня 1930 (вік 28 років)    | 0      | «Динамо» (Київ)      |

### Англія
Головний тренер: Волтер Вінтерботтом
| №  | Поз. | Гравець              | Дата народження (вік)            | Матчів | Клуб                      |
| -- | ---- | -------------------- | -------------------------------- | ------ | ------------------------- |
| 1  | ВР   | Колін Макдональд     | 15 жовтня 1930 (вік 27 років)    | 1      | «Бернлі»                  |
| 2  | ЗХ   | Дон Гоу              | 12 жовтня 1935 (вік 22 роки)     | 7      | «Вест-Бромвіч Альбіон»    |
| 3  | ЗХ   | Томмі Бенкс          | 10 листопада 1929 (вік 28 років) | 1      | «Болтон Вондерерз»        |
| 4  | ПЗ   | Едді Клемп           | 14 вересня 1934 (вік 23 роки)    | 1      | «Вулвергемптон Вондерерз» |
| 5  | ЗХ   | Біллі Райт (капітан) | 6 лютого 1924 (вік 34 роки)      | 92     | «Вулвергемптон Вондерерз» |
| 6  | ПЗ   | Білл Слейтер         | 29 квітня 1927 (вік 31 рік)      | 6      | «Вулвергемптон Вондерерз» |
| 7  | НП   | Браян Дуглас         | 27 травня 1934 (вік 24 роки)     | 7      | «Блекберн Роверз»         |
| 8  | НП   | Боббі Робсон         | 18 лютого 1933 (вік 25 років)    | 2      | «Вест-Бромвіч Альбіон»    |
| 9  | НП   | Дерек Ківан          | 6 березня 1935 (вік 23 роки)     | 7      | «Вест-Бромвіч Альбіон»    |
| 10 | НП   | Джонні Гейнс         | 17 жовтня 1934 (вік 23 роки)     | 20     | «Фулгем»                  |
| 11 | НП   | Том Фінні            | 5 квітня 1922 (вік 36 років)     | 73     | «Престон Норт-Енд»        |
| 12 | ВР   | Едді Гопкінсон       | 29 жовтня 1935 (вік 22 роки)     | 6      | «Болтон Вондерерз»        |
| 13 | ВР   | Алан Годжкінсон*     | 16 серпня 1936 (вік 21 рік)      | 4      | «Шеффілд Юнайтед»         |
| 14 | ЗХ   | Пітер Сіллетт        | 1 лютого 1933 (вік 25 років)     | 3      | «Челсі»                   |
| 15 | ПЗ   | Ронні Клейтон        | 5 серпня 1934 (вік 23 роки)      | 20     | «Блекберн Роверз»         |
| 16 | ЗХ   | Моріс Норман         | 8 травня 1934 (вік 24 роки)      | 0      | «Тоттенгем Готспур»       |
| 17 | НП   | Пітер Бребрук        | 8 листопада 1937 (вік 20 років)  | 0      | «Челсі»                   |
| 18 | НП   | Пітер Бродбент       | 15 травня 1933 (вік 25 років)    | 0      | «Вулвергемптон Вондерерз» |
| 19 | НП   | Боббі Сміт           | 22 лютого 1933 (вік 25 років)    | 0      | «Тоттенгем Готспур»       |
| 20 | НП   | Боббі Чарлтон        | 11 жовтня 1937 (вік 20 років)    | 3      | «Манчестер Юнайтед»       |
| 21 | НП   | Алан А'Курт          | 30 вересня 1934 (вік 23 роки)    | 1      | «Ліверпуль»               |
| 22 | ПЗ   | Моріс Сеттерс*       | 16 грудня 1936 (вік 21 рік)      | 0      | «Вест-Бромвіч Альбіон»    |

### Австрія
Головний тренер: Йозеф Аргауер
| №  | Поз. | Гравець                   | Дата народження (вік)           | Матчів | Клуб                    |
| -- | ---- | ------------------------- | ------------------------------- | ------ | ----------------------- |
| 1  | ВР   | Рудольф Санвальд          | 6 липня 1931 (вік 26 років)     | 2      | «Вінер Шпорт-Клуб»      |
| 2  | ЗХ   | Пауль Галла               | 10 квітня 1931 (вік 27 років)   | 21     | «Рапід» (Відень)        |
| 3  | ЗХ   | Ернст Гаппель             | 29 листопада 1925 (вік 32 роки) | 48     | «Рапід» (Відень)        |
| 4  | ЗХ   | Франц Свобода             | 15 лютого 1933 (вік 25 років)   | 13     | «Рапід» (Відень)        |
| 5  | ЗХ   | Герхард Ганаппі (капітан) | 9 липня 1929 (вік 28 років)     | 67     | «Рапід» (Відень)        |
| 6  | ПЗ   | Карл Коллер               | 8 лютого 1929 (вік 29 років)    | 39     | «Ферст Вієнна»          |
| 7  | НП   | Вальтер Горак             | 1 червня 1931 (вік 27 років)    | 2      | «Вінер Шпорт-Клуб»      |
| 8  | НП   | Пауль Козліцек            | 22 липня 1937 (вік 20 років)    | 5      | «Адміра Ваккер Медлінг» |
| 9  | НП   | Ганс Бузек                | 22 травня 1938 (вік 20 років)   | 12     | «Ферст Вієнна»          |
| 10 | НП   | Альфред Кернер            | 14 лютого 1926 (вік 32 роки)    | 42     | «Рапід» (Відень)        |
| 11 | НП   | Гельмут Сенекович         | 22 жовтня 1933 (вік 24 роки)    | 4      | «Штурм» (Грац)          |
| 12 | ВР   | Курт Шмід                 | 14 червня 1926 (вік 31 рік)     | 24     | «Ферст Вієнна»          |
| 13 | НП   | Вальтер Шлегер            | 19 вересня 1929 (вік 28 років)  | 20     | «Рапід» (Відень)        |
| 14 | НП   | Йозеф Гамерль             | 22 січня 1931 (вік 27 років)    | 2      | «Вінер Шпорт-Клуб»      |
| 15 | ЗХ   | Вальтер Колльманн         | 17 червня 1932 (вік 25 років)   | 14     | «Рапід» (Відень)        |
| 16 | ПЗ   | Карл Штоц                 | 27 березня 1927 (вік 31 рік)    | 22     | «Аустрія» (Відень)      |
| 17 | ПЗ   | Ернст Козліцек            | 27 січня 1931 (вік 27 років)    | 9      | «Адміра Ваккер Медлінг» |
| 18 | ЗХ   | Леопольд Баршандт         | 12 серпня 1925 (вік 32 роки)    | 21     | «Вінер Шпорт-Клуб»      |
| 19 | НП   | Роберт Дінст              | 1 березня 1928 (вік 30 років)   | 27     | «Рапід» (Відень)        |
| 20 | НП   | Герберт Нінаус            | 31 березня 1937 (вік 21 рік)    | 0      | «Грацер»                |
| 21 | ПЗ   | Ігнац Пушник              | 5 лютого 1934 (вік 24 роки)     | 1      | «Капфенберг»            |
| 22 | ВР   | Бруно Енгельмаєр          | 5 вересня 1927 (вік 30 років)   | 9      | «Зіммерингер»           |